# 杰克·伯马斯特
约翰·H·伯马斯特（英語：John H. Burmaster，1926年12月23日—2005年9月27日），美国NBA联盟前职业篮球运动员。